# Sophie Winkleman
Sophie Lara Winkleman (Primrose Hill, 5 augustus 1980) is een Brits televisie- en filmactrice, bekend als Zoey Hyde-Tottingham-Pierce in de sitcom Two and a Half Men. Zij is de echtgenote van Frederick Windsor, de zoon van Michael van Kent, een neef van koningin Elizabeth II. Zij draagt de naam Lady Frederick Windsor. 
Winkleman speelde mee in onder meer de televisieseries Walking the Dead, Peep Show, Dalziel and Pascoe, CSI: Miami, The Palace en Endeavour. 
Op 12 september 2009 trouwde ze met Frederick Windsor. Zij hebben samen twee dochters; Maud (°2013) en Isabella (°2016).  

## Filmografie
Selectie:
- 2001: Me Without You
- 2002: Ultimate Force als Woman in Bank
- 2002: White Teeth als Joely
- 2002: Waking the Dead als Joanna Gold/Clara Gold (2 afleveringen)
- 2003: Chasing Alice
- 2003: Keen Eddie als Prudence
- 2003: Agatha Christie's Poirot als Angela Warren
- 2004: Suzie Gold als Debbie Levine
- 2004: AD/BC: A Rock Opera als Wise Man
- 2005: The Chronicles of Narnia: The Lion, the Witch and the Wardrobe als volwassen Susan
- 2005–2010: Peep Show als Big Suze (10 afleveringen)
- 2006: Lewis als Regan Peverill
- 2006: Dalziel and Pascoe als Alice Shadwell (2 afleveringen)
- 2007: The Trial of Tony Blair als Fiona
- 2007: Shattered als Natalie Encore
- 2007–2012: Harry and Paul als diverse rollen
- 2008: The Palace als Princess Eleanor (8 afleveringen)
- 2008: Love Live Long as Rachel
- 2008: Seared als Stranger
- 2009: Plus One als Abby Ross
- 2009: Kingdom als Kate
- 2009: Red Dwarf: Back to Earth als Katerina (2 afleveringen)
- 2009: Red Dwarf: The Making of Back to Earth als zichzelf
- 2009: Robin Hood als Ghislaine
- 2010: 100 Questions als Charlotte Payne (6 afleveringen)
- 2011: Lead Balloon
- 2011: CSI: Miami als Sharon Kirby
- 2011: Death in Paradise als Mrs Hamilton
- 2012: Titanic als Dorothy Gibson
- 2015: Hot in Cleveland als Jill Scroggs (1 aflevering)
- 2011–2015: Two and a Half Men als Zoey (18 afleveringen)
- 2016: Milo Murphy's Law als Time Ape
- 2018: Trust als Margot
- 2019: Endeavour als Isobel Humbolt
- 2019: Sanditon als Lady Susan Worcester
- 2020: Strike: Lethal White als Kinvara Chiswell
- 2023: Wonka als de Gravin